# Pluviograma

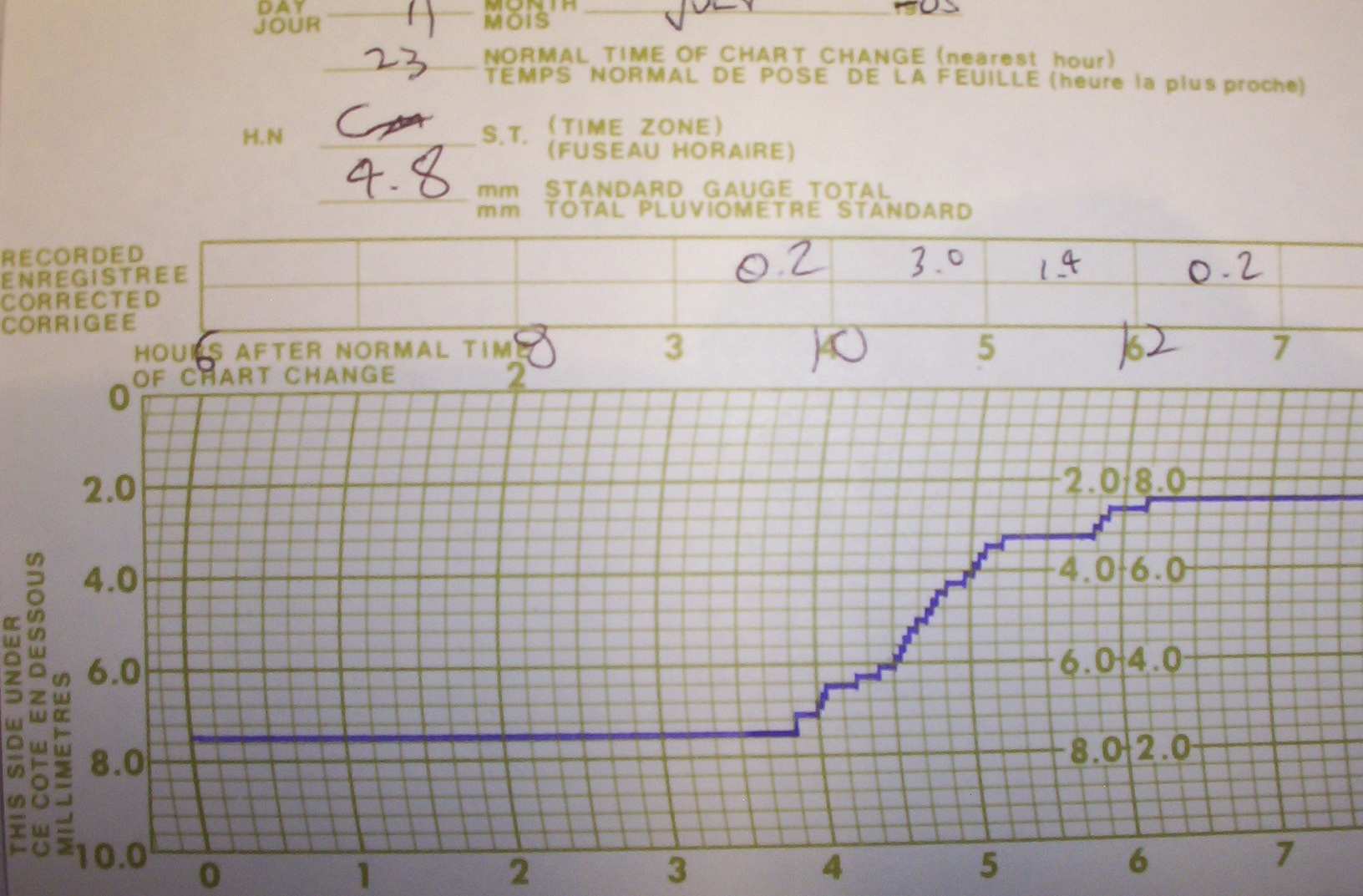
Pluviograma

Pluviograma é um diagrama usado na meteorologia que mostra a distribuição das alturas de chuva acumuladas no tempo. Ou seja, a pluviograma é uma medida usada pela meteorologia para determinar a quantidade de chuva de um local.
Para maior precisão no registro das alturas de chuvas, utiliza-se um aparelho denominado pluviógrafo, que registra em um gráfico as alturas de precipitações em função do tempo.